# 鬼澤正巳
鬼澤 正巳（おにざわ まさみ、1917年7月12日 - 2002年12月22日）は、日本の経営者。三井生命保険社長、会長を務めた。

## 経歴
東京都出身。1949年に青山学院高等商学部を卒業し、同年に三井生命保険に入社。
1967年5月に取締役に就任し、常務、専務を経て、1976年4月に副社長に就任し、1981年7月には社長に昇格。1987年4月に会長に就任し、1993年4月に取締役相談役を経て、1996年7月から相談役を務めた。
青山学院大学理事も務めた。
1985年11月に藍綬褒章を受章し、1990年11月に勲三等旭日中綬章を受章。
2002年12月22日肺炎のために死去。85歳没。